# Фелікс Бернштейн
Фелікс Бернштейн (англ. Felix Bernstein; 24 лютого 1878, Галле — 3 грудня 1956, Цюрих) — німецький математик. Першим довів центральну для теорії множин теорему Кантора — Бернштейна (1896 рік). Також визначив статистичні закони успадкування груп крові (1924 рік). Професор Колумбійського, Сиракузького і Нью-Йоркського університетів.

## Ранні роки
Фелікс Бернштейн народився в єврейській родині науковців. Його батько Юліус Бернштейн (1839—1917) був провідним фізіологом. Батько Юліуса, дід Фелікса, Арон Бернштейн (1812—1884) був політичним діячем, вченим і журналістом. Мати Фелікса була талановитим музикантом, грала на фортепіано і складала музику. Фелікс був названий на честь композитора Фелікса Мендельсона, оскільки його мати сподівалася, що її син у майбутньому стане відомим музикантом.
Ще бувши учнем гімназії в Галле, Бернштейн відвідував семінар Георга Кантора в місцевому університеті (Кантор був другом батька Бернштейна).

## Освіта та кар'єра
У 1896 році Фелікс вирушив до Пізи, де вивчав філософію, археологію та історію мистецтва. Потім, після навчання в Пізі він провів дослідження під керівництвом Давида Гільберта і Фелікса Кляйна, де написав дисертацію з теорії множин. За цю дисертацію він був відзначений докторським ступенем в 1901 році.
У 1901 році Фелікс повернувся в Галле і почав викладати математику.
З 1911 року Бернштейн почав працювати в Геттінгенському університеті. Приблизно в цей же час Фелікс познайомився і потоваришував з відомим фізиком Альбертом Ейнштейном.
Під час Першої Світової війни Бернштейн отримав медичне звільнення від військової служби, але все одно повинен був внести свій внесок у військові дії. У зв'язку з цим він працював на державній посаді комісара фінансів, аж до 1921 року.
У 1921 році він був призначений професором в Геттінгенському університеті і заснував там Інститут математичної статистики.
У 1928 році Бернштейн викладав в Гарвадськом університеті як запрошений професор.
30 січня 1933 року в Німеччині прийшла до влади націонал-соціалістична партія, яку очолював Гітлер. Гітлер, як канцлер Німеччини, негайно оголосив судовий позов проти євреїв Німеччини. У зв'язку з цим в 1934 році Бернштейн був звільнений з усіх своїх посад.
Потім Бернштейну вдалося емігрувати зі своєю сім'єю в Сполучені Штати Америки.
У штатах життя було досить важке з фінансової точки зору. Бернштейн постійно потребував грошей, про що він писав у листах своєму другу Альберту Ейнштейну.
У 1948 році Бернштейн покинув викладацьку діяльність в США і повернувся в Геттінгені, де він був призначений почесним професором.
Також він провів якийсь час у Римі та Фрайбурзі.
Помер Фелікс Бернштейн в Цюриху 3 грудня 1956 року.

## Наукова діяльність
Протягом своєї кар'єри Бернштейн викладав в університетах США, Колумбії, Нью-Йорка, Сіракуз і коледжі Triple Cities, які зараз є частиною Бінгемтонського університету.
Бернштейн був різнобічним математиком, його праці належать до теорії множин, теорії чисел, теорії тригонометричних рядів, теорії інтегральних рівнянь, теорії ймовірностей і математичній статистиці.
Він довів фундаментальну теорему Кантора — Бернштейна, зробив значний внесок у ізопериметричну проблему та теорію перетворення Лапласа.
З 1920-х років багато займався застосуванням математичних методів в біології, досліджуючи завдання загальної генетики, генетики популяцій і теорії спадковості.
Діяльність Бернштейна не обмежувалася тільки наукою. У перші роки Веймарської республіки він активно займався політикою і обіймав посаду віцеголови місцевої організації Німецької демократичної партії. Однак пізніше зрозумів, що подібна діяльність заважає його академічній кар'єрі й пішов з політики.
У 2014 році в Геттінгені був відкритий Інститут математичної статистики в області біології імені Фелікса Бернштейна.

## Основні праці
- Felix Bernstein (1905). Untersuchungen aus der Mengenlehre. Mathematische Annalen. Springer. 61: 117—155. doi:10.1007/bf01457734. Архів оригіналу за 2 лютого 2014. Процитовано 16 травня 2018. (Dissertation, 1901); reprint Jan 2010, ISBN 11413702631141370263
- Felix Bernstein (1905). Über die isoperimetrische Eigenschaft des Kreises  auf der Kugeloberfläche und in der Ebene (PDF). Mathematische Annalen. 60: 117—, 136. doi:10.1007/bf01447496.
- Felix Bernstein (1905). Über die Reihe der transfiniten Ordnungszahlen (PDF). Mathematische Annalen. 60: 187—, 193. doi:10.1007/bf01677265.
- Felix Bernstein (1905). Die Theorie der reellen Zahlen (PDF). Jahresbericht der Deutschen Mathematiker-Vereinigung. 14: 447—, 449.
- Felix Bernstein (1905). Zum Kontinuumproblem (PDF). Mathematische Annalen. 60: 463—, 464. doi:10.1007/bf01457626.
- Felix Bernstein (1907). Über das Gaußsche Fehlergesetz (PDF). Mathematische Annalen. 64: 417—, 448. doi:10.1007/bf01476025.
- Felix Bernstein (1907). Zur Theorie der trigonometrischen Reihe (PDF). Journal für die reine und angewandte Mathematik. 132: 270—, 278.
- Felix Bernstein (1919). Die Mengenlehre Georg Cantors und der Finitismus (PDF). Jahresbericht der Deutschen Mathematiker-Vereinigung. 28: 63—, 78.
- Felix Bernstein (1919). Die Übereinstimmung derjenigen beiden Summationsverfahren einer divergenten Reihe, welche von T.E. Stieltjes und E. Borel herrühren (PDF). Jahresbericht der Deutschen Mathematiker-Vereinigung. 28: 50—, 63. — Corrections in Vol.29 (1920), p. 94
- Felix Bernstein (1923). Zur Statistik der sekundären Geschlechtsmerkmale  beim Menschen (PDF). Nachrichten von der Gesellschaft der Wissenschaften  zu Göttingen, Mathematisch-Physikalische Klasse. 1923: 89—, 95.